# Boczniak łyżkowaty

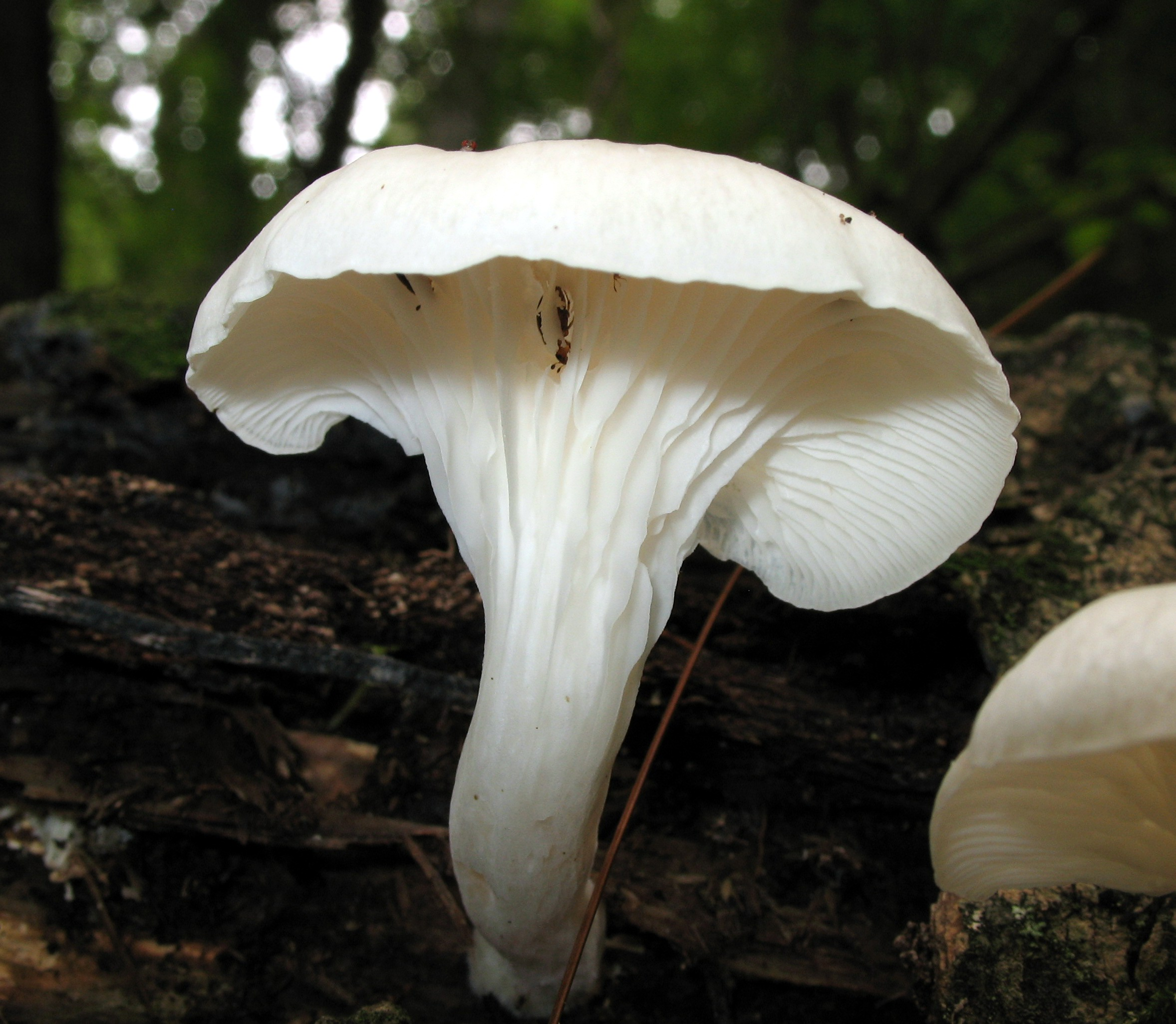

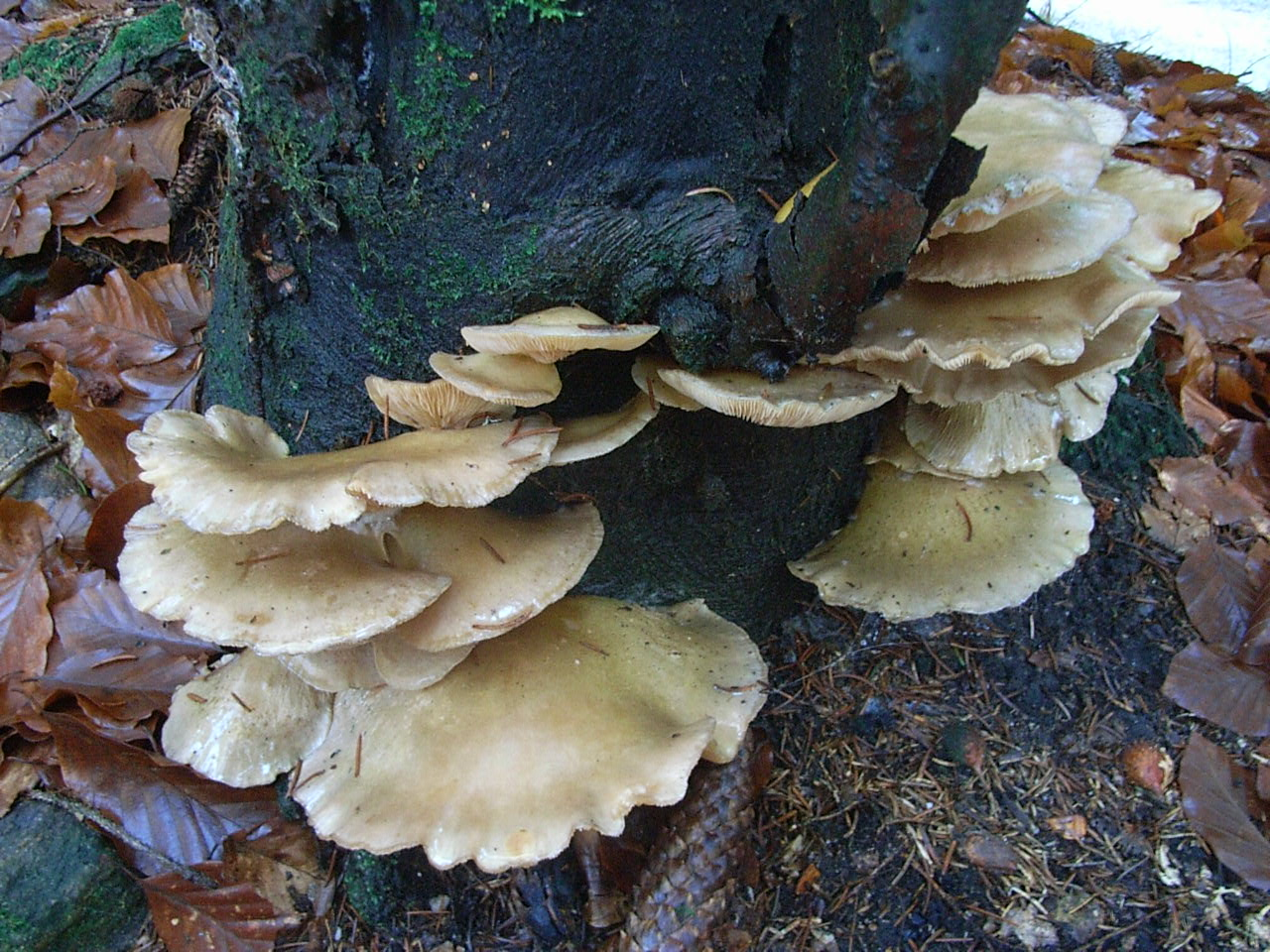

Boczniak łyżkowaty (Pleurotus pulmonarius (Fr.) Quel.) – gatunek grzybów z rodziny boczniakowatych (Pleurotaceae).

## Systematyka i nazewnictwo
Pozycja w klasyfikacji według Index Fungorum: Pleurotus, Pleurotaceae, Agaricales, Agaricomycetidae, Agaricomycetes, Agaricomycotina, Basidiomycota, Fungi.
Po raz pierwszy takson ten zdiagnozował w 1821 r. Elias Fries nadając mu nazwę Agaricus pulmonarius. Obecną, uznaną przez Index Fungorum nazwę nadał mu w 1872 r. Lucien Quélet, przenosząc go do rodzaju Pleurotus. Niektóre synonimy nazwy naukowej.
- Agaricus pulmonarius Fr. 1821
- Dendrosarcus pulmonarius (Fr.) Kuntze 1898
- Pleurotus araucariicola Singer 1954
- Pleurotus ostreatus f. pulmonarius (Fr.) Pilát 1933
- Pleurotus ostreatus var. pulmonarius (Fr.) Iordanov, Vanev & Fakirova 1979

Polską nazwę nadał C. Narkiewicz w 2001 r.

## Morfologia
Kapelusz
Średnicy 5–12 cm, łopatowaty, u młodszych okazów ostrygowaty, z poprzeginanym, niekiedy potarganym brzegiem, miękki, cienko mięsisty, jasny, kremowy, bladobrązowy, na brzegu żółknący, z wiekiem szarobrązowy, przyrośnięty bokiem do podłoża. Brzeg kapelusza podwinięty.
Blaszki
Gęste, wąskie, sprężyste, głęboko zbiegające na trzon, nierozwidlone, wąskie, sprężyste, białawe lub jasnokremowe. Podczas wysychania żółkną.
Trzon
Wysokości 1–6 cm i grubości 0,6–1,5 cm, ekscentryczny, czasami boczny. Ma kształt stożkowaty (jest cieńszy u podstawy). Powierzchnia gładka, biaława, przy podstawie pilśniowata.
Miąższ
O niewyraźnym zapachu przypominającym anyż i słodkawym smaku, początkowo sprężysty, delikatny, z wiekiem twardy, białawy.
Wysyp zarodników
Biały z fioletowym odcieniem. Zarodniki cylindryczne, 7,5–11 × 3–4 µm.
Gatunki podobne
Jadalny boczniak ostrygowaty (Pleurotus ostreatus), ale ten występuje tylko późną jesienią, oraz ciżmówki (Crepidotus) odróżniające się gliniastobrązowym kolorem blaszek.

## Występowanie i siedlisko
Występuje na wszystkich kontynentach z wyjątkiem Antarktydy i Afryki. W Polsce gatunek rzadki. Znajduje się na Czerwonej liście roślin i grzybów Polski. Ma status V – gatunek narażony na wymarcie.
Grzyb pasożytniczy i saprotroficzny. Rośnie najczęściej na pniach i w konarach buków, również na dębach i innych drzewach liściastych. Owocniki przeważnie rosną w licznych kępach, ale spotyka się też pojedyncze egzemplarze. Owocniki wytwarza od czerwca do października. Występuje zarówno na martwym drewnie, jak i na żywych drzewach.

## Znaczenie
Grzyb jadalny. Wykorzystuje się go do różnych potraw. Doskonały do marynowania w zalewie słodko-kwaśnej. Zbiera się tylko młode owocniki, ponieważ starsze są z reguły zarażone przez larwy owadów.